# (29363) 1996 CW8
1996 سي دابليو 8 (ويعرف أيضًا باسم (29363) 1996 سي دابليو 8 وفق تسمية الكوكب الصغير) (بالإنجليزية: 1996 CW8)‏ هو كويكب ضمن حزام الكويكبات؛ وترتيبه 29363 من حيث الاكتشاف.
اكتُشف هذا الجُرم الفلكي بواسطة ماورا تومبيلي ‏ في 14 فبراير 1996.

## وصلات خارجية
- (29363) 1996 CW8 في قاعدة بيانات مختبر الدفع النفاث لأجرام النظام الشمسي الصغيرة

- الاكتشاف · مخطط المدار ·  العناصر المدارية · المعلمات المادية

- (29363) 1996 CW8 على موقع ويكي سكاي: DSS2, SDSS, GALEX, IRAS, Hydrogen α, X-Ray, Astrophoto, Sky Map, Articles and images